# Nuotsaari (ö i Kymmenedalen, Kouvola)
Nuotsaari är en ö i Finland. Den ligger i sjön Niskajärvi och i kommunen Kouvola i den ekonomiska regionen  Kouvola ekonomiska region  och landskapet Kymmenedalen, i den södra delen av landet, 140 km nordost om huvudstaden Helsingfors. Öns största längd är 60 meter i öst-västlig riktning.